# ガレアータ
ガレアータ（伊: Galeata）は、イタリア共和国エミリア＝ロマーニャ州フォルリ＝チェゼーナ県にある、人口約2,400人の基礎自治体（コムーネ）。

## 地理

### 位置・広がり

#### 隣接コムーネ
隣接するコムーネは以下の通り。
- チヴィテッラ・ディ・ロマーニャ
- プレダッピオ
- プレミルクオーレ
- ロッカ・サン・カシャーノ
- サンタ・ソフィーア

### 気候分類・地震分類
ガレアータにおけるイタリアの気候分類 (it) および度日は、zona E, 2438 GGである。
また、イタリアの地震リスク階級 (it) では、zona 2 (sismicità media) に分類される。

## 行政

### 分離集落
ガレアータには、以下の分離集落（フラツィオーネ）がある。
- Buggiana, Pianetto, Sant'Ellero, San Zeno, Strada San Zeno, Versara, Val di Francia, Pantano

## 文化・観光
「スローシティ」加盟都市である。